# Cultura Kongemose
La cultura Kongemose (6400–5400 aC) és una cultura del Mesolític que es va originar a Dinamarca i va estendre's per la zona escandinava. El nom prové del jaciment homònim trobat en 1952, si bé les primeres troballes arqueològiques daten del 1927. Aquesta cultura va sorgir a causa de l'augment del nivell del mar provocat pel canvi climàtic (Període Atlàntic), fet que va convertir zones de terra ferma en costaneres. Això va propiciar un augment de la pesca i la caça de noves espècies, com el cérvol, mitjançant fletxes amb puntes de micròlits de sílex. De fet, s'han trobat alguns jaciments sota les aigües que proven que els seus habitants van haver d'abandonar-los per emigrar a zones més interiors. Aquesta cultura ha deixat nombroses restes artístiques, com les dagues decorades amb motius geomètrics o gravats de fauna local.